# Cándido De Nicola
Cándido De Nicola (fl. XX secolo) è stato un calciatore argentino, di ruolo portiere.

## Carriera

### Club
De Nicola fu il portiere dell'Almagro nel corso della Primera División 1930; in quel torneo giocò 19 incontri. Nel 1931 firmò per l'Huracán, approdando al professionismo; nel corso della prima edizione della massima serie della Liga Argentina de Football, De Nicola fu schierato in una sola occasione, il 13 settembre contro il Chacarita Juniors. Fece poi ritorno al club di provenienza nello stesso anno, giocando, peraltro, nello spareggio della Copa Campeonato 1931 che determinò la vittoria dell'Estudiantil Porteño sull'Almagro. Nel 1932 ottenne un premio dal giornale Crítica, che aveva promesso una medaglia al primo portiere che fosse riuscito a rimanere imbattutto giocando contro il centravanti del Tigre Bernabé Ferreyra. Dopo aver disputato la Primera División 1932 come estremo difensore titolare dell'Huracán, passò al Racing Club di Avellaneda; trascorse il periodo in tale club come riserva di Juan Botasso. Giocò poi nel Rosario Central.